# Ritterode
Ritterode is een plaats en voormalige gemeente in de Duitse deelstaat Saksen-Anhalt en maakt deel uit van de gemeente Hettstedt in de Landkreis Mansfeld-Südharz.
Ritterode telt 331 inwoners.